# 火星分界

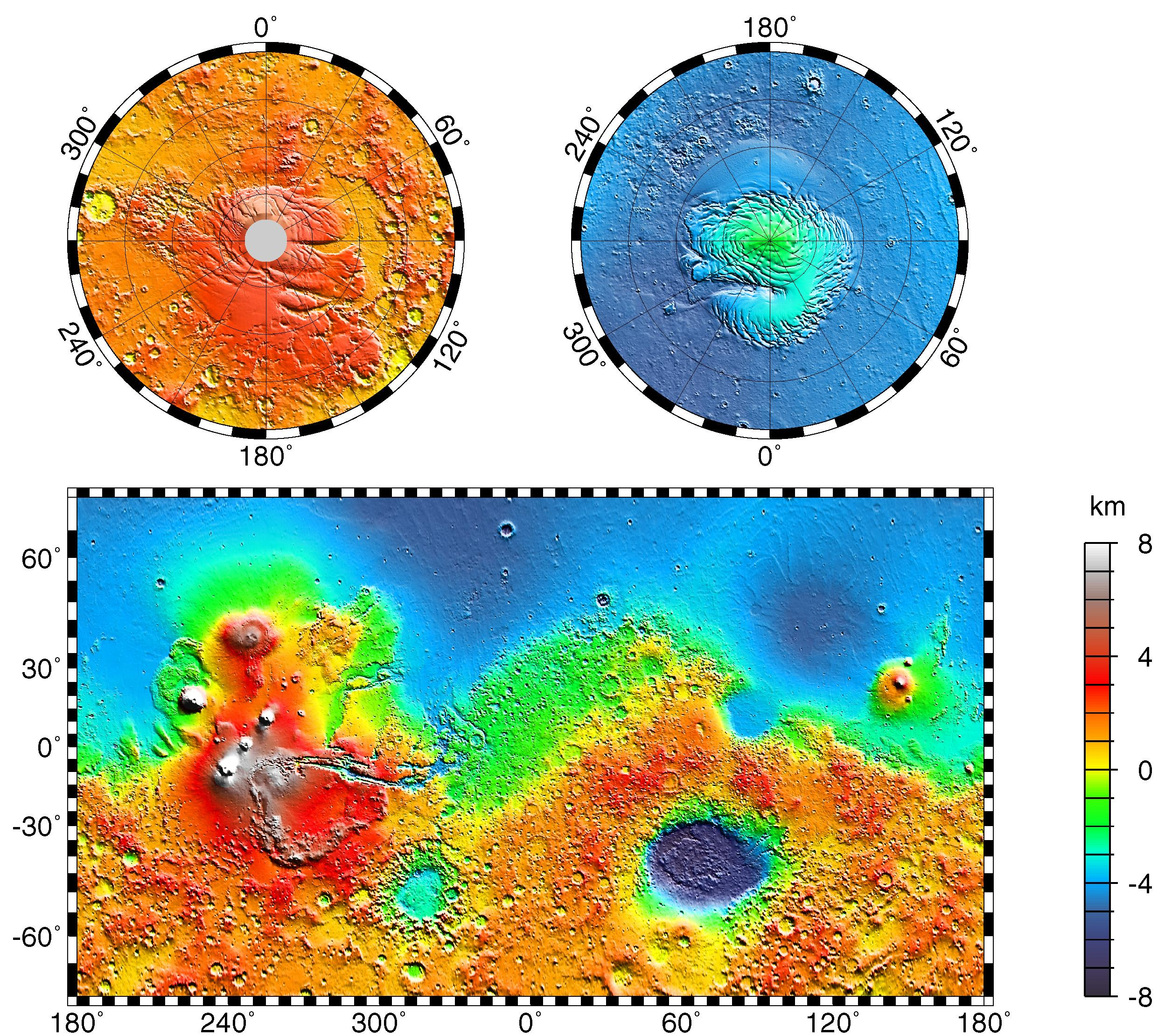
火星地形圖，可明顯看出火星南北半球之間的差異。

火星南北半球之間的分界（Martian dichotomy）是火星最明顯的地理特徵，該分界線是崎嶇的南半球隕擊高原和平坦的北半球盆地分界線。兩個半球間的高程差約 1 至 3 公里。而火星地殼平均厚度是 45 公里；而南半球地殼厚度約 58 公里，北半球則是 32 公里。

## 分界線上的地形特徵
分界線上的地形相當複雜。一個明顯的地形特徵被稱為銳蝕地形（Fretted terrain）。這區域的地形包含桌山、丘陵和兩側峭壁高度超過 1 英里的底部平坦谷地。周圍的許多桌山和丘陵是已經被認為是被岩石覆蓋的冰川，又稱為舌狀岩屑坡（Lobate debris apron）。
在這個區域有許多被認為是河谷的大型谷地切穿。
該分界線包含以下三個區域：都特罗尼勒斯桌山群（Deuteronilus Mensae）、普羅敦尼勒斯桌山群（Protonilus Mensae）、尼羅瑟提斯桌山群（Nilosyrtis Mensae）。這三個區域被廣泛研究，因為一般認為這些區域的地形是因為冰的移動造成。
火星北半球的低地約佔有火星三分之一表面，並相對平坦偶有撞擊坑；其他三分之二表面則是地勢較高的火星南半球。兩個半球之間高度差異相當顯著。由單位面積撞擊坑密度研判，火星南半球表面形成年代遠比北半球古老。受到大量撞擊的南半球高地其年代可追溯到後期重轟炸期。
目前有三個主要的假說來解釋火星地殼形成南北差異的原因：內生起源假說（地函作用）、單次撞擊假說、多次撞擊假說。兩種與撞擊事件相關的假說都是發生在原始太陽系撞擊時期結束以前，暗示將火星地殼地形一分為二的過程可追溯至火星早期歷史。

## 形成原因

### 單次撞擊假說
一次巨大的撞擊事件可能在火星外表形成一個巨大的圓型凹陷地形。而該凹陷地形已經被命名為北極盆地（North Polar Basin 或 Borealis Basin）。但大多數模型預測的低地形狀卻是明顯偏離圓形。其他外在過程可能使該撞擊區域型狀因此偏離圓形。如果北極盆地確實是因為單次撞擊形成，這將是太陽系中最巨大的撞擊坑。而如此巨大，足以形成該撞擊坑的物體一般認為是在吸積中的太陽星雲時期存在。 
一般預期在如此規模的撞擊下會有噴發物圍繞在低地附近的區域。但如果該撞擊在約 45 億年前發生，侵蝕作用就可解釋無法找到噴發物的原因。同時巨大撞擊可能也會使許多物質噴入太空或降落在火星南半球。噴發殘餘物的地質證據將是支持該假說的強力證據。
2008年的一篇論文提出其他支持單次撞擊的研究成果。先前對因為塔爾西斯火山隆起而使地貌變得複雜的撞擊邊緣進行研究，發現塔爾西斯區域的隆起可能使原本的分界線被覆蓋在約 30 公里厚的玄武岩之下。麻省理工學院和喷气推进实验室的科學家以火星重力場和地形限制了塔爾西斯隆起之下的火星南北分界線，因此產生了火星分界線的橢圓模式。橢圓形的北極盆地也進一步證實單次撞擊假說。該假說因為相對簡單，且此種規模的撞擊會在太陽系形成早期歷史中發生而廣為人所接受。

### 內生起源假說
一般認為早期的火星擁有板塊運動。在地球上，板塊運動能使大範圍的岩石圈物質移動而重新分布。地函對流的形式包括對流胞或地函熱柱，目前仍未完全了解地函作用如何影響板塊運動。因為地球的內部運動仍待完全理解，在火星上研究類似作用是相當困難的。 
該分界線可以在火星形成核心時一起形成。大致圓形的低地形成可以歸因於核心快速形成造成的羽毛狀一階翻轉。有證據顯示在火星低地所發生的由內部引起的板塊運動是發生在早期撞擊時期（Early bombardment phase）結束的時候。
2005年的一篇論文提出，Degree-1 地函對流可能造成火星的南北分界。Degree-1 地函對流是其中一個半球主要是上升流，另一半球則主要是下降流的對流過程。一些證據則是許多張性破裂面和諾亞紀晚期至赫斯珀利亞紀早期的火成岩活動。一個內生起源假說的相反論點則是發生在北極盆地的板塊運動是因為撞擊後地殼強度變弱造成。為了進一步支持內生起源假說，必須要有地殼上的斷層和伸縮地形發生在早期撞擊結束之前的證據。

### 多次撞擊假說
支持多次撞擊假說的證據有包含數個與大撞擊盆地外環有關聯的數段南北分界線；但北極盆地有一大部分是位於這些撞擊盆地邊緣之外。如果火星北部的低地是由多個撞擊盆地形成，那內部的撞擊坑外環和噴發物高度應該比南半球高地高，但實際上仍遠低於高地。還有低地的部份區域是在任一撞擊盆地之外，而這些區域必須被多個撞擊坑的噴發物覆蓋，且高度應該接近當地原始高程；但顯然事實並非如此。 
一種解釋就是消失的噴發物曾代表這些噴發物並非永遠存在。由巨大撞擊產生的噴發物會因為被噴進太空而無法找到。另一種解釋則是該地形南北分界是因為深度造成的冷卻和晚期火山活動造成的地殼加載而形成。 
多重撞擊假說在統計上也難以成立；因為多個撞擊盆地的形成和覆蓋不可能主要都集中在火星北半球。

## 外部連結
- Google Mars （页面存档备份，存于） - Google Maps